# Agrostis alpicola
Agrostis alpicola é uma espécie de gramínea do gênero Agrostis, pertencente à família Poaceae.